# Forteresse royale de Bobovac
La forteresse royale de Bobovac est située en Bosnie-Herzégovine sur le territoire du village de Mijakovići et dans la municipalité de Vareš. Construite au Moyen Âge, elle a servi de résidence aux rois de Bosnie de Tvrtko Ier à Étienne-Thomas. Elle est aujourd'hui inscrite sur la liste des monuments nationaux de Bosnie-Herzégovine.

## Localisation

Le site de la forteresse.

## Histoire
La ville est construite pendant le règne d'Étienne II Kotromanić. Elle est mentionnée pour la première fois dans un document daté de 1349. Elle partage le principal rôle politique du royaume avec Kraljeva Sutjeska. Il s'agissait de la ville la plus fortifiée du pays à l'époque.
La capitale du royaume est déplacée à Jajce pendant la guerre contre l'Empire ottoman. Les Turcs prennent la ville en 1463 et sa chute marque la fin de la conquête ottomane de la Bosnie-Herzégovine (en)

## Mausolée
Bobovac a contenu les joyaux de la couronne de la Bosnie, étant le site d'enterrement pour certains de ses rois. Neuf squelettes ont été trouvés dans les cinq tombeaux situés dans le mausolée. Les squelettes identifiés appartiennent aux rois Stjepan Dabiša, Étienne-Ostoïa, Étienne Ostojić, Tvrtko II et Étienne-Thomas de Bosnie. On suppose qu'un des squelettes restants appartient au dernier roi, Étienne Tomašević, décapité à Jajce sur l'ordre de Mehmed II. Seulement un des squelettes, trouvé à côté de celui du roi Tvrtko II, est féminin et est supposé appartenir à la femme de Tvrtko, la reine Dorothée Garai (en).